# اوگو بولونیا
اوگو بولونیا (ایتالیایی: Ugo Bologna؛  ‏۱۱ سپتامبر ۱۹۱۷ – ۲۹ ژانویهٔ ۱۹۹۸) بازیگر و صداپیشه اهل ایتالیا بود. 
از فیلم‌هایی که وی در آن نقش داشته‌است، می‌توان به کشور زیبا، عادت بد، سه ببر در برابر سه ببر، فروشگاه بزرگ، زامبی ۲، کاترین و من، مشت، دلار و اسفناج، زندگی وردی، سنبله، ثور، جدی، اسپاگتی در نیمه‌شب، چشم، چشم بد، جعفری و رازیانه و نوبت عاشقی اشاره کرد.